# ボード・コルディエ

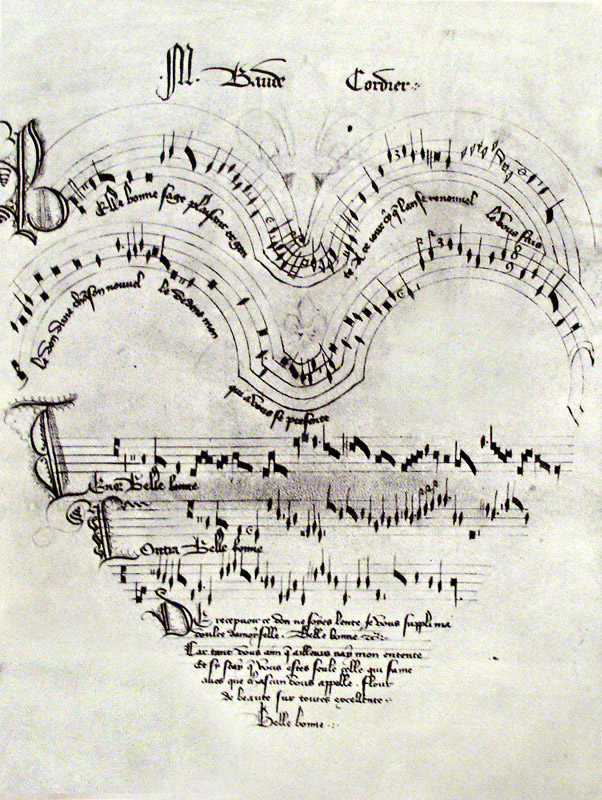
ボード・コルディエ

ボード・コルディエ (Baude Cordier) は、14世紀末から15世紀初頭に活躍したフランスの作曲家。ランス出身。アルス・スブティリオルの代表的人物に数えられる。世俗曲の作曲家で、そのほとんどがロンドーである。当時のフランス音楽に典型的な、複雑なリズムを駆使した楽曲がいくつか見られるものの、その他はより単純で、叙情的な旋律にこそ重きが置かれている。『シャンティー写本』には、着色されたハート型の楽譜に記譜されたロンドー《美しく気立て好く賢い女（ひと）よ Belle, bonne, sage》と、円形の楽譜に記譜されたカノン形式によるロンドー《コンパスを使って完全に描かれた Tout par compas》の2曲が収められて有名である。
『アプト写本（Apt MS）』に伝承されるミサ曲断章は、むしろ15世紀の音楽に近い。